# 儒勒·莱奥塔尔
儒勒·莱奥塔尔（法語：Jules Léotard，1838年8月1日—1870年8月16日）是一位法国特技表演演員，生于法国图卢兹，父亲是一名体操教练。 他是高空鞦韆的創始人。1859年11月12日，儒勒·莱奥塔尔首次對外演示高空鞦韆。 他还设计并推广了連體衣。儒勒·莱奥塔尔最終死于传染病（可能是天花）。 